# Paulinum (Kotlina Jeleniogórska)
Paulinum lub Wzgórze Zamkowe (niem. Post Berg, Kreuz Berg, Gut Paulinum, 408 m n.p.m.) – wzniesienie w południowo-zachodniej Polsce, w Jeleniej Górze, w północno-wschodniej części Kotliny Jeleniogórskiej, w północnej części Wzgórz Łomnickich.

## Położenie
Wzniesienie położone w północno-wschodniej części Kotliny Jeleniogórskiej, w północnej części Wzgórz Łomnickich, około 1 km na południowy wschód od dworca kolejowego w Jeleniej Górze.

## Opis
Paulinum jest niezbyt wysokim, ale dość wybitnym wzniesieniem w północnej części Wzgórz Łomnickich. Wyrasta w kształcie niewielkiego, wyraźnie zaznaczonego szczytu, z dość stromymi zboczami. Na północnym zachodzie wznosi się Wzgórze Partyzantów, na północy Parkowa, na południowym wschodzie Zamkowa Góra, a na południu Kozia Górka. 

## Budowa geologiczna
Wzniesienie zbudowane z granitów karkonoskich w odmianie porfirowatej, średnio- i gruboziarnistych, z wtrąceniami granitów szlirowatych oraz pojedynczymi żyłami aplitów, gniazdami aplitowo-pegmatytowymi i z enklawami maficznymi, uformowane w wyniku selektywnego wietrzenia. Na szczycie i zboczach szczytu występują liczne, okazałe granitowe skałki oraz bloki, a na południowych i południowo-zachodnich zboczach rumowisko skalne. Na niektórych skałkach i blokach dostrzec można kociołki wietrzeniowe w różnym stanie zachowania, często prawie zatarte przez erozję

## Roślinność
Całą powierzchnię Paulinum oraz okoliczne wzniesienia porasta las mieszany, przypominający park.

## Zagospodarowanie
Pod szczytem, od strony południowej, znajduje się kamienna ławka wykuta pod okapem skalnym, a na wierzchołku platforma widokowa, dawniej z żeliwną barierką, udostępniona kamiennymi stopniami. Cały masyw oplata sieć dróg i ścieżek. Na wschód od wzniesienia znajduje się pałac Paulinum z 1870 r., po wojnie użytkowany jako kasyno wojskowe.
Na wschód od wzniesienia powstaje wschodnia obwodnica Jeleniej Góry.

## Turystyka
W okolicach Paulinum nie przechodzą żadne szlaki turystyczne.
Przed wojną Paulinum było celem licznych spacerów mieszkańców Jeleniej Góry, a z wierzchołka rozciągała się panorama Kotliny Jeleniogórskiej, Rudaw Janowickich i Karkonoszy. Po wojnie teren ten był przez wiele lat niedostępny. Obecnie w rękach prywatnych.